# Анищенко, Михаил Всеволодович
Михаил Всеволодович Анищенко—Шелехметский (9 ноября 1950 Куйбышев — 24 ноября 2012, Самара) — советский и российский поэт, прозаик, журналист. Член Союза писателей России.
  

Спи, моя родина, спи, неутешная.

Ночь за окошком опять.

Светлая-светлая, грешная-грешная,

Надо подольше поспать.

Спи, моя родина, спи, моё горюшко.

Горе ещё не беда.

Если погасло осеннее солнышко,

Выйдет на небо звезда.

Спи, моя родина, спи, горемычная.

Мучаясь, плача, скорбя,

Я непременно отраву столичную

Выведу всю из тебя.

Спи, моя родина. Тучка осенняя

Тает, бессонницу лья.

Где-то рождается час воскресения,

С печки слезает Илья.

Спи, моя родина: сени, наличники,

Лавочка, печь, домовой…

Завтра умоем мы грязное личико

Мёртвой водой и живой.

Спи, моя родина. Светлыми, юными

Будут грядущие дни;

И полетят над тобой Гамаюнами

Лучшие чувства мои.

## Биография
Михаил Всеволодович Анищенко родился в 1950 году в Куйбышеве (ныне Самара), в рабочей семье. Родители были литейщиками.
О своём детстве Анищенко писал: 
Я родился в бараке сталинской поры и запомнил сиротливое тепло материнского тела, бездомный холод отцовских глаз и тиканье больших настенных часов под названием «ходики».
Здесь, в тесной лубяной комнате, я как-то странно, с недетским, гибельным восторгом, почувствовал, что человеческий возраст не определяется прожитыми летами. Произошло это в те дни, когда мама стала читать русских поэтов: сначала «Руслана и Людмилу», затем — «Валерик» Лермонтова, и что, совершенно удивительно, лирику Тютчева.
В 1977 году Михаил Всеволодович поступил в Литературный институт имени А. М. Горького. (Его трижды исключали из института — за что, объяснять не надо, — и он получил диплом лишь в 1988 году). 
Работал фрезеровщиком, слесарем, сантехником, сторожем; в 90-е, чуть больше года, — советником Главы города Самары.
Первая книга стихов «Что за горами» вышла в 1979 году, отмеченная премией ЦК ВЛКСМ имени Николая Островского. Далее появились «Не ровен час» (1989), «Ласточкино поле» (1990), «Оберег» (2008) и др. Член СП России, победитель и лауреат различных российских и международных литературных конкурсов. 
Печатал стихи в журнале «Наш Современник» (1999, №9; 2000, №5, 12).
Творчество Михаила Анищенко при жизни поэта не имело широкого признания, но Евгений Евтушенко ставил Анищенко в один ряд с Сергеем Есениным, Николаем Рубцовым, Веничкой Ерофеевым. 
Александр Карпенко, рассуждая о жизни и творчестве Михаила Анищенко, писал: 
Михаил Всеволодович достигал порой высшей степени просветлённости, свойственной разве что святым да блаженным. Я далёк от того, чтобы пиарить нетрезвый способ достижения гармонии с миром. Однако не могу избавиться от мысли, что таким способом покойный поэт достигал катарсиса, очищения души от мирской скверны. Конечно, это очень «авторский», сугубо индивидуальный способ обретения дара наития. Другой выпьет — и пойдёт буянить, а не стихи гениальные писать.
В последние годы жизни Михаил Всеволодович широко публиковался на интернет-ресурсах и периодике. Вместе с названной женой Татьяной Пашковой уехал в уединённое, мордовское село Шелехметь, купил там небольшой, дощатый дом, пытался жить своим хозяйством. К своей фамилии Анищенко, сделал аристократическую прибавку — Шелехметский.
Одно время пытался жить в подмосковной Истре, где поэт и предприниматель Алексей Ивантер, снимал для них, двоих, с названной женой, Татьяной Пашковой квартиру. 
Последнее время в Самаре Михаил и Татьяна снимали квартиру на стипендию фонда «Сибирские огни».
24 ноября 2012 года Михаил Всеволодович Анищенко-Шелехметский умер в Самаре от сердечного приступа в возрасте 62 лет.

## Цитаты
Наконец-то пришёл долгожданный большой русский поэт, Михаил Анищенко — лучший подарок читателям поэзии за последние лет тридцать, если не больше… Но когда я дозвонился до него и спросил, чем он занимается, невесело ответил: «Бомжую…». А потом прислал мне две дискеты со стихами — один лучше другого. Такие поэты на дороге не валяются. Не прогляди этого поэта, Самара…
— Е. Евтушенко

Анищенко стал выразителем дезориентации и разочарования, апатии и метания последствий крушения двух мифов сразу: сначала мифа советской империи, а затем и следующего — мифа свободы, рухнувшей на поколения советских людей своим невыносимым весом. Поэтому нет ни малейшего противоречия, когда он пишет: «Родители наши ложатся на землю, / Как чёрные шпалы под рельсы страны» и – «Я убит при попытке к бегству… / Из России — в Советский Союз». 
— Светлана Михеева, председатель Иркутского отделения Союза российских писателей

## Награды
- Лауреат Всесоюзной премии Николая Островского (ЦК ВЛКСМ, 1980)
- Лауреат премии журнала «Наш Современник» (2000)
- Лауреат премии «Серебряный стрелец» (Сева Пастушок — 3-я премия, 2011)[10]
- Лауреат премии С. В. Михалкова
- Лауреат премии «Народный поэт» (Стихи.ру; 2012)

## Память
В Самаре каждый год осенью проходит Всероссийский молодёжный литературный фестиваль имени поэта. В программе фестиваля — мастер-классы редакторов литературных журналов, членов Союза писателей России, семинары, интерактивные литературные игры и, конечно, живое творческое общение.